# 中山美穂
中山 美穂（なかやま みほ、1970年3月1日 - 2024年12月6日）は、日本の女優、歌手。愛称は、ミポリン。妹は女優の中山忍。東京都小金井市出身。

## 来歴

### 生い立ち
1970年3月1日、長野県に生まれる。幼少期は長野や群馬に住んでいた。母親からは、中山が妹と長野の小さな町から上京した、とだけ聞かされていた。戸籍に父親の名はなく、実父の記憶がかすかに残っている程度だった。自身の出生については他に何も聞かされたことはなく、聞こうとも思わなかったという。小さい頃は内気で人見知りが強く、友達も居ないネクラな少女であった。テレビでキャンディーズの活躍を見て幼稚園の頃から芸能界に憧れ、歌手になりたいと思っていた。
小学4年の時に母親が再婚。再婚相手の義父は秋田県出身で、義父も歌手を目指して上京した人物であり、敏いとうとハッピー&ブルーに入る予定だったが、直前で辞め後で悔んでいたとのこと。幼稚園は国分寺市の白鳥幼稚園。小学校は両親の転居に伴い、小金井市立前原小学校、小金井市立本町小学校、小金井市立緑小学校と移り、小金井市立緑中学校から板橋区立板橋第五中学校、その後東京都立北園高等学校に進学。

### アイドル期 -1980年代-

#### ドラマデビューまで
1982年、小金井市立緑中学校1年生の時に原宿でスカウトされる。原宿でスカウトされる以前も、映画や劇団のオーディションを多数受けていた。「テレビに出られるし、目立つし、人前に出れればキャアキャアいわれる」という単純な動機から「ラッキーッ!」っと心の中で叫び、疑惑も不安も迷いもなく芸能界に飛び込む。当時、歌手志望の夢をまだ捨てていなかった義父からは「おまえが先に芸能界に行くのか!?」と驚かれたくらいで、周りの誰からも芸能界入りに反対されなかった。
モデルクラブ・ボックスコーポレーションに所属となり、雑誌『花とゆめ』の懸賞ページの写真モデルが初仕事。テレビに出るのが幼少期からの夢だったため、『ザ・ベストテン』に出るのが最大の目標であった。最初は広告、ポスター等のモデル活動のほか、TDKカセット「ADスプレンダー」や明治製菓のCMに出演。芸能活動が活発になってきた中学3年の時に東京都板橋区立板橋第五中学校に転校し、のちに卒業。高校は東京都立北園高等学校定時制に進学したが、芸能活動を優先するために1年の2学期に中途退学した。

#### 1985年（昭和60年）
1月8日、TBS系ドラマ『毎度おさわがせします』のツッパリ少女・のどか役で女優デビュー。女優としてより、テレビデビューできたことが幼少期からの夢を叶えたと思えた。思春期の性をテーマにしたホームコメディードラマで、刺激的なシーンやセリフが多く、今までにないその鮮烈な内容が話題を呼び大ヒットした。また彼女はドラマ開始時は無名な存在だったが、ドラマの要でもある役柄を当時14歳にして体当たりで演じきり、型どおりの清純派とは一味違ったキャラクターで一躍注目を集めた。演じた"のどかイメージ"が強烈に本人とダブるほどの人気だった。同ドラマ終了後、バーニング傘下のビッグアップルに移籍する。
1985年6月21日、シングル『「C」』でアイドル歌手としてもデビュー。同曲は初主演ドラマ『夏・体験物語』（TBS系）の主題歌にもなった。デビュー曲が17万枚のセールスを記録するヒット曲となり、人気も急上昇。一躍トップアイドルとなる。以後も主演ドラマの主題歌を自ら歌ってヒットさせ、女優と歌手を完全な両輪とするアイドルの先駆者となった。実年齢以上に大人びたビジュアルは昭和の歴代アイドルの中でもトップクラスとの評価があり、若くして大人のムードを秘めた大型アイドルとして期待されていた。評論家筋からは、「岸惠子以来のド美人」「日本映画の全盛時代なら、ゆうに〈神秘的な美少女〉になれる素材」とも評され、長らく美人の代名詞的存在となった。
1985年10月、ニッポン放送『中山美穂 ちょっとだけええかっこC』、文化放送『中山美穂のまんまるキューピット』の2本のラジオのレギュラー番組のパーソナリティとなる。
1985年12月14日公開の東映『ビーバップ・ハイスクール』で映画初出演。清水宏次朗と仲村トオルが演じる不良高校生コンビのマドンナ・泉今日子を演じた。同映画は薬師丸ひろ子主演の『野蛮人のように』との併映で14億5千万円の配収を上げる大ヒット作となり、シリーズ化する。主題歌となったシングル『BE-BOP-HIGHSCHOOL』もオリコン週間チャートで自己最高の4位のヒット曲となる。同曲で『ダンシング・ヒーロー』の荻野目洋子と共に『ザ・ベストテン』（TBS）に初ランクインする。
年末には、新人アイドルが豊作だった中で、その頂点に達する日本レコード大賞（TBSテレビ・ラジオ） 最優秀新人賞を史上最年少で受賞するなど活躍が続いた。歌手デビュー同期の女性アイドルには浅香唯、網浜直子、石野陽子、井森美幸、大西結花、岡本舞子、おニャン子クラブ、河合その子、斉藤由貴、佐野量子、志村香、本田美奈子、松本典子、南野陽子、村田恵里、森川美穂、森口博子、森下恵理、芳本美代子などが居り、アイドルシーン第二次黄金期とも称されるハイレベルな顔ぶれであった。

#### 1986年 （昭和61年）
前年に続きトップアイドルとして多くのテレビ番組に出演した他、企業からのCMやイメージガールのオファーも殺到。日立製作所やロッテ、サントリーなど大手企業のCM出演も多くなるなど名前も全国区となる。
資生堂の春のキャンペーンガールに起用され、CMソングとなった『色・ホワイトブレンド』が20万枚以上のセールスを記録するヒット曲となる。4月、ファーストコンサート・ツアー『VIRGIN FLIGHT』開催。女子中・高生を中心とする多くのファンが集まった。5月リリースのシングル『クローズ・アップ』もスマッシュヒット。8月、前年に続きヒロイン・泉今日子役で出演した映画『ビー・バップ・ハイスクール 高校与太郎哀歌』公開。主題歌『JINGI・愛してもらいます』は、TM NETWORKとしてブレイク前の小室哲哉が提供した。
春に続き資生堂の秋のキャンペーンソングとなった『ツイてるねノッてるね』はオリコンチャートで自己最高の週間3位、『ザ・ベストテン』（TBS）でも自己最高の3位、8週連続（8→4→4→4→3→4→8→9位）ランクインした。化粧品会社のキャンペーンとして、カネボウの国生さゆりとの美女アイドル対決としても話題となった。主演ドラマの主題歌となった『WAKU WAKUさせて』は23.7万枚とそれまでで最高のセールスを記録。『ザ・ベストテン』では9週連続（10→7→3→3→4→4→5→6→7位）ランクイン。この年5枚目のシングルとなり、怒涛のリリースラッシュを展開した。1986年のアーティスト別年間シングル売上枚数では中森明菜、KUWATA BAND、チェッカーズ、少年隊に次ぐ第5位であった。
連続ドラマでは高校生の恋愛を描いた『な・ま・い・き盛り』（フジテレビ系）、学園アクションドラマ『セーラー服反逆同盟』（日本テレビ系）の2作に主演。その他ラジオのレギュラー2本、歌番組への出演や雑誌取材など前年以上の活躍を見せた。また全国からのファンレターも一日100通以上届くようになる。ファンレターの多くが女子小中学生からのもので、同性のファンが多かった。

#### 1987年 （昭和62年）
最高視聴率28.6%を獲得した主演ドラマ『ママはアイドル!』（TBS）の役柄・中山美穂の愛称ミポリンが、実際の中山の愛称としても定着した。番組主題歌の『「派手!!!」』もスマッシュヒット。そのキャンペーンの様子がドラマの劇中で描かれるなど、現実の活動とリンクする展開も斬新だった。出演する番組がことごとく高視聴率を獲得し、「ブラウン管のクイーン」とも称された。
7月、フジテレビ系『火曜ワイドスペシャル・オールスターハワイ大旅行団』出演。田原俊彦、近藤真彦、中森明菜、小泉今日子などのトップアイドルを集めたこの番組は、製作費1億7000万円という豪華な内容であった。ハワイではヘリの事故が相次いでいたことから、番組でヘリに乗った中山には5億円の保険がかけられた。
10月、角松敏生プロデュースによる『CATCH ME』で初のオリコンチャート週間1位を獲得。11月リリースのベスト・アルバム『COLLECTION』も週間チャート1位を獲得。50万枚以上のセールスを記録した。同年ブロマイド売上枚数が女性部門でトップになる。しかし、11月に過労から溶連菌感染症に罹り、主演ドラマ『おヒマなら来てよネ!』（フジテレビ系）の撮影中断を余儀なくされ、当初の予定より1話減らした9話で完結することになった。
この年、ドラマ主題歌の『「派手!!!」』、小室哲哉が提供した『50/50』、『CATCH ME』の三曲をリリースし、いずれもヒット曲となった。日本レコードセールス大賞アーティスト別年間シングルセールスでは南野陽子、中森明菜、少年隊に次ぐ4位となるシルバー賞を受賞した。アーティストトータルセールスでは中森明菜、安全地帯、荻野目洋子、BOØWY、CBSソニー・サウンドトラックに次ぐ6位となった。

#### 1988年 （昭和63年）
2月、角松敏生プロデュースのアルバム『CATCH THE NITE』リリース。スタジオ・アルバムで初の週間チャート1位を獲得し、LP・カセット・CDの三部門で1位となる三冠を達成。シングル『You're My Only Shinin' Star』も1位を獲得し、アルバムの1位と合わせて四冠を達成した。春のコンサートツアー『MIHO Catch '88』では自身最多の全国63公演を行う。
7月、TBS系ドラマ『若奥さまは腕まくり!』主演。同ドラマ主題歌の『人魚姫 mermaid』も週間チャート1位を獲得。1988年のオリコンシングル年間ランキングでも9位となり、1980年代の中山のシングルでは最大のヒット曲となった。『ザ・ベストテン』でも初の1位を獲得、12週連続（4→3→2→①→2→①→3→①→3→3→4→6位）ランクインした。『人魚姫 mermaid』を作曲したCINDYとは以後も多くのコラボを行い、サウンドも磨きをかけたAOR路線を確立した。
11月リリースの『Witches』も週間チャート1位を獲得。12月、『第39回NHK紅白歌合戦』（NHK総合・ラジオ第1、#NHK紅白歌合戦出場歴参照）に初出場。以後1994年の『第45回NHK紅白歌合戦』まで7年連続で出場した。1988年のアーティスト別年間トータルセールスでは光GENJI、BOØWY、久保田利伸に次ぐ第4位となった。
おニャン子クラブが解散し、新しい時代に突入したこの年、中山と並びアイドル女優路線の先駆者と称された南野陽子、浅香唯に、おニャン子クラブ・うしろ髪ひかれ隊から一気にブレイクした工藤静香を加えてアイドル四天王と称され、1980年代末のアイドル・シーンを席捲した。

#### 1989年 （昭和64年/平成元年）
1月、フジテレビ月9枠のドラマ『君の瞳に恋してる!』に主演。当時、アイドルの主戦場は『ザ・ベストテン』（TBS）の「木9」から「月9」へと移行しようとしていた。「月9」ヒロインになることが時代のヒロインとなる条件であった。男性だけではなく女性からも憧れを誘う存在となって、以後、その月9枠の常連となり、主演が7作品と、女性では最多を記録している（男性を含めると木村拓哉に次ぐ第2位）。主演と主題歌を担当した作品も4作で、最多である。
2月、資生堂の春のキャンペーンガールに起用され、CMソングとなった『ROSÉCOLOR』が週間チャート1位を獲得。シングル5作連続オリコン1位を記録（通算8作）。
8月、初主演映画『どっちにするの。』公開。9月リリースのスタジオ・アルバム『Hide'n' Seek』がアルバムチャート1位を獲得。映画主題歌となった杏里作曲のシングル『Virgin Eyes』でこの年の第40回NHK紅白歌合戦（NHK総合・ラジオ第1）に出場した。
別冊宝島の調査によると、1980年代のシングル総売上げは年間ベスト50位以内のものに限定しても245.6万枚と、当時の女性アイドル中5位。年間ベスト50位以内ランクイン曲数は10曲と、当時の女性アイドルでは中森明菜、松田聖子に次ぐ第3位であった。『ザ・ベストテン』（TBS）のランクイン回数は104回で歴代12位。女性歌手では松田聖子、中森明菜、山口百恵、小泉今日子に次ぐ第5位となっている。また、同番組の番組後期の期間（1986年1月-番組終了まで）においては最多の登場回数を記録している。

### 歌手と女優の両立 -1990年代-
1990年代に入り、1980年代にデビューした多くのアイドルが歌手活動を離れ、女優もしくはバラエティーアイドルへと転向を図る中、自身は歌手活動を継続し、年1本の連続ドラマ、映画、CM、アルバム発売、コンサートツアーと、歌手業と女優業を両立させる。特に『月9』枠作品の多くで主演を務め、1990年代ドラマを代表する女優となった。
1990年:1月、TBS系ドラマ『卒業』主演。10月、フジテレビ系月9枠ドラマ『すてきな片想い』主演。『東京ラブストーリー』『101回目のプロポーズ』へ続くフジテレビの「純愛3部作」で、主題歌の『愛してるっていわない!』も36.1万枚のセールスを記録するヒット曲となる。1991年の正月休みに田原俊彦とともにハワイ入りを直撃され、田原との交際が発覚した。
1991年:7月、シングル『Rosa』リリース。週間チャート最高3位ながらオリコンチャート登場週数は『世界中の誰よりきっと』の28週に次ぐ27週を記録するロング・ヒットとなった。10月、フジテレビ系月9枠ドラマ『逢いたい時にあなたはいない…』主演。遠距離恋愛がテーマのドラマで、主題歌の『遠い街のどこかで…』も67.3万枚の大ヒット曲となった。同年、『ザテレビジョン』誌の人気タレント投票で女性タレントでトップとなる。
1992年:10月、フジテレビ新設の水曜劇場枠ドラマ『誰かが彼女を愛してる』主演。中山美穂&WANDS名義でリリースした主題歌の『世界中の誰よりきっと』が183.3万枚のミリオンセラー（オリコン最高位1位）となる大ヒットを記録。
1993年1月よりデビュー以来初めてとなる3カ月の長期充電期間に入る。ロサンゼルスに滞在してボイストレーニングやダンスレッスンを受けるが、4月リリース予定だったNHK総合テレビの連続テレビ小説『ええにょぼ』の主題歌「幸せになるために」のレコーディングは充電期間前に済ませていた。3月末に帰国し4月、読売巨人軍の開幕戦の始球式で投手役を務める。デビュー以来初めて女優活動を休止し歌手活動メインの1年を過ごした。
1994年:1月、TBS系ドラマ『もしも願いが叶うなら』主演。主題歌の『ただ泣きたくなるの』が104.8万枚のミリオンセラー（オリコン最高位1位）を記録し、自身単独名義での初ミリオンヒットとなる。前出の『世界中の誰よりきっと』と合わせると2曲目のミリオンヒットとなり、80年代デビューの女性歌手でミリオンヒット2曲は初の快挙で、現在までにこの快挙達成は中山美穂と今井美樹の2人だけである。
1995年:映画『Love Letter』（岩井俊二監督作品）に主演。一人二役のヒロインを演じ確かな演技力を証明。各映画祭で主演女優賞を受賞。
1996年:11月、シンガーソングライター岡本真夜とのコラボレーションにより中山美穂 with MAYO名義で「未来へのプレゼント」をリリース。
1997年:映画『東京日和』（竹中直人監督作品）がロングランヒットを記録。また、映画賞で主演女優賞を受賞。
1998年:秋クールの連続ドラマ『眠れる森』（フジテレビ系）に主演。当時SMAPの木村拓哉と共演し、最高視聴率30.8%を記録。
1999年:9月にリリースした「Adore」が、CDシングルとしては遺作となった。以後、歌手活動を一時休止した。

### 2000年代
2001年春クールの主演ドラマ『Love Story』（TBS）の平均視聴率が20%越えを達成。これにより1980年代、1990年代、2000年代の三世代で主演ドラマ平均視聴率20%越えを達成した唯一の女優となる。同じく10代、20代、30代での主演作品としても平均視聴率20%越えを達成した唯一の女優となっている。
2001年10月、辻仁成と雑誌で対談したときに第一声で「やっと会えたね」と印象的なことを言われて交際に発展し、2002年6月3日に結婚。同時に、当初予定されていた主演映画『サヨナライツカ』の製作が延期と発表された。この年の10月クールの連続ドラマ『ホーム&アウェイ』（フジテレビ系）を最後に日本での芸能活動を一時休止し、2003年からフランス・パリに移住。
2003年7月、それまでの全映像作品を収録したDVDボックス『Miho Nakayama Complete DVD BOX』が発売された。
2004年1月、長男を出産。育児に専念していたが、2005年6月にキリンビバレッジ「茶来」のCMで3年ぶりにメディア出演をした。2006年3月、シングルを全て収録したCDボックス『Complete SINGLES BOX』が発売された。
2007年から集英社の女性月刊誌『LEE』でエッセイの連載を開始。同年、日本コカ・コーラ「ジョージア」や味の素のCMにも出演。また、辻仁成とツーショットで女性誌にも登場した。
2008年夏、ドキュメンタリー映画『GATE』を元に作成された絵本『ランタンとつる』の朗読を担当、その朗読CDが絵本に付属されスターバックス限定で発売された。
2009年、女性月刊誌『LEE』でのフォトエッセイに加筆された『なぜなら やさしいまちが あったから』が5月に単行本化され集英社より発売。2012年に文庫化された。また、製作延期とされていた主演映画『サヨナライツカ』の製作が監督をはじめとするスタッフ・キャスト陣を改め2008年より新たに敢行された。
2009年10月から2010年3月にかけて『中山美穂"恋ドラ"DVDコレクション』として、フジテレビで放送された中山の主演ドラマ『君の瞳に恋してる!』『すてきな片想い』『逢いたい時にあなたはいない…』『誰かが彼女を愛してる』の4作品がDVD化された。さらにドラマ『おいしい関係』『For You』及び1991年に公開された映画『波の数だけ抱きしめて』がDVDとして2010年3月から順次DVDリリース。

### 2010年代
2010年1月23日、主演映画『サヨナライツカ』（イ・ジェハン監督作品）公開。2009年10月、2001年のドラマ「Love Story」の制作発表以来となる公の場である制作発表記者会見及び試写会に登壇した。また同年末から映画が公開される年初にかけ数多くのテレビ番組に出演。2010年7月7日にはベスト・アルバム『中山美穂 パーフェクト・ベスト』が発売。
2011年3月21日、3月11日に起こった東日本大震災の被災地へ向け作詞した楽曲「I am with you（とおくはなれてても）」を動画共有サイト・YouTubeで公開した旨を（当時の）夫でミュージシャンの辻仁成が自身のツイッターで明らかにした。“新曲”は、2000年12月に発表した配信限定曲「キミがいるから」以来、10年3ヶ月ぶり。同曲を制作した辻のアコースティックギターの伴奏にあわせ、久々に歌声を披露した。辻はツイッターで「この歌が、被災された方々の心によりそえますように」とメッセージを贈っている。
2012年3月、2002年の『ホーム&アウェイ』以来10年振りに日本のテレビドラマに復帰した。
2014年7月8日、辻仁成と協議離婚が成立し、日本に帰国。親権は辻が持つ。同年、音楽家の渋谷慶一郎との交際が報じられる。翌年に破局し、以後、歌手や女優としての芸能活動を精力的に展開した。月刊美容雑誌『美ST』では、同年7月号から1年間を通して表紙を飾った。
2015年12月2日、フジテレビ系列の年末大型音楽番組『2015 FNS歌謡祭』で、18年ぶりの音楽番組出演及び19年ぶりの『FNS歌謡祭』出演を果たし、「世界中の誰よりきっと」「ただ泣きたくなるの」の2曲を披露した。
2016年3月、デビュー30年にして初となる、本格的舞台『魔術』（共演：萩原聖人、橋本淳、勝村政信）に出演し、東京公演のほか全国6か所で公演を行った。
2016年8月、連続ドラマ『賢者の愛』に主演。自身初の土曜日放送の連続ドラマの主演となり、これにより週7日すべての曜日において連続ドラマ主演を務めた稀な俳優となる。
2018年春、日韓合作映画『蝶の眠り』で『新しい靴を買わなくちゃ』以来5年ぶりの映画主演。韓国の俳優キム・ジェウクと共演し、公開に先駆け2017年秋に釜山国際映画祭でワールドプレミアとして上映が決定。
2019年に音楽活動を本格的に再開。同年12月4日に20年ぶりのニューアルバム「Neuf Neuf」を発売。

### 2020年代
2020年3月に開催予定であったバースデーライブが、新型コロナウィルス感染症の世界的流行により中止となる。同年12月23日に35周年記念盤「All Time Best」を発売。
2022年5月21日に自身初のファンミーティングをclubmixで2公演開催。いずれもファンクラブイベント会員限定公演であったが、満員即売。同年12月、ビルボードライブ東京にて、『Miho Nakayama Billboard Live 2022』を開催。
2023年に24年ぶりの全国ツアーを中山美穂コンサートツアー「Miho Nakayama Concert Tour 2023 -Trois-」開催し、ツアー最終日の6月24日には山梨県河口湖ステラシアターで「中山美穂歌手デビュー38周年記念ライブ」も行われた。
2024年にも全国ツアー「Miho Nakayama Concert Tour 2024 Deux」を開催し、全国19都市21公演を行った。

### 急逝
2024年12月6日、この日大阪市のビルボードライブ大阪で行われる「Miho Nakayama Christmas Concert 2024 in Billboard Live」を控え午前9時に品川駅で関係者と移動の待ち合わせをする予定となっていたが、本人が姿を見せず電話にも応じなかったため関係者が知人とともに渋谷区内の自宅を訪れたところ、水が張られた浴槽の中に前かがみの状態で倒れている中山を発見した。直ちに119番通報されたが、ドクターカーで駆けつけた医師によりその場で死亡が確認された。54歳没。その後渋谷警察署による検視が行われ、家族も身元を確認したという。
先述のコンサートは中山の「体調不良」を理由として6日14時7分に公式サイト上で中止が発表されたが、この時点で中山は既に死去していた。その僅か50分後（14時57分）にNHKが中山の訃報をニュースサイトとテレビの速報テロップで伝えた。
前日（12月5日）夜には自身のInstagramを更新しており、これが生前最後の発信となった。事務所関係者が最後に連絡を取ったのは同日23時頃とされていて、翌6日午前2時半ごろに中山からスタッフへ仕事に関するメールを送信したがスタッフは既に就寝しており、起床後にメールに気付き午前7時ごろに中山へLINEで返事を送ったが、既読になることはなかったという。
警視庁は入浴中の事故や病死の可能性があるとみて、8日に死因などを特定するための警察等が取り扱う死体の死因又は身元の調査等に関する法律（死因・身元特定法）に基づく行政解剖を実施した。その結果目立った外傷はみられず事件性もなく「入浴中の不慮の事故による溺死」と判断された。また、死亡推定時刻は6日午前3時から5時の間と発表された。
同月12日に妹の忍を喪主として家族葬が執り行われ、それにあわせてフランスに住む中山の息子も一時帰国していたことが報じられた。中山とは10年間会っていなかったという。
前述のとおり映画などを通じて東アジアを中心に海外でも人気を集めていたことから、韓国・中国・香港・台湾・アメリカ合衆国・イギリス・フランスのメディアも相次いで訃報を報じた。
中山の葬儀に際し、喪主を務めた妹の忍は以下のコメントを発表した。

「姉を愛してくださったすべての皆様へ」

おかげさまをもちまして、姉「中山美穂」の葬儀が滞りなく執り行われたことをご報告申し上げます。
親族の希望で家族葬とさせていただきました。
最近での、一番のお気に入りだったドレスを纏い、楽しそうに歌う姉の写真を中央に、好きだった色取り豊かな花々で飾っていただいた祭壇は、華やかでキラキラしていて、最後のステージのようでした。
お別れまでのほんの数日間ではありましたが、子供の頃に戻って枕を並べ、姉の横顔を見つめながら眠りについたこの穏やかなひとときは、私の宝物となりました。
そして、何より姉が幸せを願ってやまない愛する息子と、再会の時間をもたせてあげることができました。手を繋ぎ、そっと寄り添う２人の姿は、とてもとても幸せなものでした。
静かに見守ってくださったマスコミ関係者の皆さま、ご配慮いただき本当にありがとうございました。
姉は一生懸命な人でした。
ちょっと頑固で、バカみたいに正直で、本当は傷付きやすい心を見せず、何があっても自分の責任だと、真っ直ぐ前を向く勇気がある人でした。
自慢の姉でした。
どうか皆さま、
姉のとびきりの笑顔を
空を見上げた
その声を、その歌声を、その指先を、
忘れないでいてあげてください。
私にとって姉は「大好きなお姉ちゃん」であるとともに「みなさんの中山美穂」であり、「永遠のシャイニングスター」です。

これからは皆さまが姉を思い出してくださる時、そのきっかけのひとつとなれますよう、
その思い出があたたかなものでありますように、私も俳優として、より精進して参ります。
見守ってくださいましたら幸いです。
良いときも悪いときも
別れ際に姉はいつも
「じゃあ、忍、あとはよろしくね」と
軽やかに笑って去っていきました。
最後の最後まで、、、。
とても「姉らしい」と思われてなりません。
生前の姉へ、あたたかな眼差しと、愛情をかけてくださり、心から感謝しております。
重ねて御礼申し上げます。
皆さま、本当にありがとうございました。
感謝の気持ちを込めて。

2024年12月12日

妹

中山忍

### 死後
年が明けた2025年、1月9日に当初レギュラー出演が予定されていた『日本一の最低男 ※私の家族はニセモノだった』（フジテレビ系列）第1話、同14日にはゲスト出演していた『家政夫のミタゾノ』第7シーズン第1話（テレビ朝日系列）が放送され、それぞれの作品で中山を追悼する演出やテロップが追加された。
1月24日、同年4月22日に「中山美穂 お別れの会」を東京国際フォーラム ホールB7（東京・丸の内）で執り行うことが発表された。東京国際フォーラムは中山自身が2024年4月にコンサートを行った際、「またみんなと会いたい」と笑顔で客席に語り掛けた場所でもあった（ホールは公演当時と異なる）。
4月22日、東京国際フォーラム ホールB7で「中山美穂 お別れの会　ありがとうミポリン〜あなたの物語は終わらない〜」が開かれた。祭壇には遺影が置かれ、生前好きだったダリアの花が3月1日で55歳という意味を込めて55本、バラやアジサイなど5000本以上の季節の花々で彩られた。会場にはコンサートやテレビ番組などで着た衣装13着が飾られ、中には亡くなった当日に着る予定だった衣装、生前の写真やアルバムジャケット、愛用のラジカセや人形やギター3本なども展示された。弔辞は、福住朗（元キングレコードプロデューサー）、岩井俊二、小泉今日子の3人が務めた。第一部（午後1時から午後2時頃）は交友のあった俳優や関係者など約700人が参列した。第二部（午後3時30分から午後5時30分）はファン向けに献花が受け付けられ、約1万人が訪れた。
4月26日、午後6時から午後8時までニッポン放送で生放送の特別番組『中山美穂 P.S. I LOVE YOU FOREVER』が放送され、リスナーからのメッセージやリクエストも受け付けられた。
6月18日、東京・渋谷 NHKホールで中山美穂デビュー40周年を祝うライブ「40th Anniversary Concert-Un-～P.S.I LOVE YOU」が開かれた。客席は満席で、みんなが嗚咽した「号泣ライブ」だった。

## 人物

### 生い立ち
3歳のころに両親が離婚し、妹とともに東京の伯母夫婦の下に預けられた。伯父は「子供に罪はない」と言って、全てを投げだした中山の母親を助け、中山と妹の面倒を見た。中山は、大きな心をもって面倒を見てくれた伯母夫婦には心から感謝していると語っている。子供時代はおしゃべりでひょうきんな性格で、1970年代の大人びた歌謡曲を歌うのが何より楽しく、歌手になると豪語してところ構わず歌ってよく注意されたという。従妹と分け隔てなく愛情を注いでくれた伯母の家では、正月やクリスマスも経験できた。だが、母親は働くため、中山をいろんな家に預けた。突然の引っ越しで幸福な時間は消滅する。
中学時代の中山は脱色した茶髪に長いスカート、明菜ちゃんカットに潰したカバンを手に提げ、家でも学校でも反抗していた不良少女であったという。しかしドラマデビューを期に髪を黒く染め直し、「母を幸せにしたい」という思いから14歳で芸能界に入った。この日から中山は「みんなのもの」となり、家族の生活を担うことになる。

### アイドル・女優として
デビュー後は無条件に愛してくれるファンの存在が愛おしく、当初ファンレターには全て返事を書いていた。ある女の子とは文通もしたという。ドラマや歌番組よりも、そうしたファンの反応が直接伝わるライブは特別なものだと語っている。デビュー後瞬く間にトップアイドルとなり、ドラマに歌番組、映画と多忙を極めた。『ママはアイドル!』『若奥さまは腕まくり!』の脚本家・吉本昌弘は、当時の中山について次のように語っている。
1989年、月9ドラマ『君の瞳に恋してる!』の主演以降はアイドルを脱皮して、テレビドラマを支えるトップ女優となっていく。時代がトレンディドラマから純愛ドラマへと移り変わっていく中で、そのキャラクターを買われて主演女優に起用され、"女王"と称される活躍を示した。
トップ女優として活躍する一方、仕事をこなすことに追われ「自分を出せない」もどかしさも募った。マネージャーの鈴木伸佳は「アイドルど真ん中にいるのに、300館のロードショーではなく単館上映の映画をやりたがる。でもやりたいものと求められるものは違う。世界で一番あなたが嫌いと言われたこともあります」と語った。ドラマなどで演じることで真ん中に立ちたいと思ったことはないといい、「自己顕示欲の無い人の方がアイドルは向いていると思う」と語った。
1995年、岩井俊二監督『Love Letter』に主演し、ブルーリボン主演女優賞を受賞する。はじめて演技する快感と創作に参加する喜びに目覚め、以降、女優としてローテーションで回っていた仕事を制限していくようになる。本作での演技について「それまではアイドルアイドルした作品ばかり。女優業への憧れもあったけど、時代の雰囲気というか、ある種の“アイドル観”があったんです。そこを抜け出して大きな自信になった」と語った。結婚と子育てを機に、芸能活動は減ったが、2010年公開のイ・ジェハン監督『サヨナライツカ』で、久々にスクリーンに復帰。愛欲におぼれる大人の女を体当たりで演じ、健在ぶりを示した。結婚や出産、離婚も経験し、女優として一段と深みを増した。
中山は2020年のインタビューにおいて、「しばらく仕事から離れていた時期がありまして、“もう、やらないんだろうな”という印象を持たれていたんじゃないかと思うんです。だから、積極的にやりますよ！　っていう姿勢を見せたくて（笑）」「「若いころは、無理に大人にならなくちゃいけないと思っていました。物事ひとつひとつをものすごくまじめに考えていたし、ひとりですべて抱えていましたね。みなさんが持ってくださるイメージを壊しちゃいけないというのもありました。いまは、いい具合で自由になった気がします。」と語り、晩年はバラエティ番組への出演や、刺激的な役柄や幅広い役柄にも挑戦していた。

### 人柄
キングレコードで中山のプロモーターを務めた竹中善郎は、「一般的なアイドルとは違うタイプだった」と明かし、「普通のアイドルは挨拶から元気いっぱいだけど、美穂は静かで大人しい印象だった。ただ、他の子とは違う圧倒的な"何か"を感じた」と語った。『ザ・ベストテン』で最後の司会者の柄沢晃弘は、「圧倒的なオーラがあるのに、飾らない人柄で、素が見える感じの方でした。微妙に天然なところもあって、女優としてのすごみと実際のご本人の印象は違いましたね。」と語った。
映画『サヨナライツカ』で共演した石田ゆり子は、「同じ年なのに、会うたびに緊張したし、でもなんだかドキドキしたのだ。出会う人みんなを吸い込んでしまうような、そんな魅力を持ったひと」と語った。多数の作品で中山と共演した吉田栄作は、「最初は独特のオーラで人を近づけないような、なんかそういうものがあるんですけど、知り合って友達になっちゃうと、すごく明るくて、ひょうきんなところがあって。誰も入り込めない悲しみのようなものを持った人で、それがきっと彼女の演技や歌にも通ずる魅力だったんじゃないかなと思います。」と語った。
アイドル歌手としてデビュー同期の浅香唯は、「85年デビューの同期という中でも美穂ちゃんは一目置かれる特別な存在」とし、人見知りの自分を気遣うように優しい笑顔で話しかけてくれたと語った。同じくデビュー同期の南野陽子は、「同期であることが誇らしく感じる人でした」と中山を偲んだ。同期で中山と同じキングレコード所属であった森口博子は、携帯電話が無かった時代に夜中にファクシミリを送り合っており、中山は本名で森口のことを呼んでいたといい、仕事が凄く忙しかった時期に、中山から「“心は元気ですか？”　“明日も頑張りすぎないで楽しんでね”」と森口を労わるメッセージが送られてきたことがあったと明かした。
プライベートでは雄と雌の猫を計2匹飼っており、遺品には食器など様々な猫グッズがあった。本棚には、アントワーヌ・ド・サン＝テグジュペリの『星の王子さま』やウィリアム・モリスのデザイン集、茨木のり子の詩集、自身が気に入っていたというアルバム『Merry Merry』のCDなどがあった。健康志向で料理が上手く、玄米や天然製法の塩など、こだわりの食材や調味料を揃えていた。中学では手芸部に所属するなど子供の頃から手芸好きで、一時期はオートクチュールの学校に通うなどプロ級の腕前があった。ワイン好きで、恵比寿や中目黒で飲むことが多かった。ショットバーを訪れた際は、一杯ずつショットでウオッカ・トニックを飲んでいたという。トップ女優でありながらフラットでストレートな性格で、カラオケ付の飲食店で一般客に混じり、『世界中の誰よりきっと』や『ツイてるねノッてるね』などの自身の曲を歌うこともあった。

#### 音楽性
1985年に『「C」』でアイドル歌手としてデビュー。この時点から、中山とスタッフが一緒になって中山美穂の将来像を作っていこうという方針で、アイドルのプロデュースにおける、オーソドックスないわゆるスター・システムとは違う形でスタートしている。デビューから数年は松本隆・筒美京平のコンビによるシングルが多く、ディスコやアッパーなユーロビートを取り入れた作品がヒットした。『ツイてるねノッてるね』は数ある筒美作品の中でも最高に攻撃的なノリを持った楽曲とされ、『WAKU WAKUさせて』は筒美流ダンス・ナンバーの最高傑作との評価がある。中山と同時期に斉藤由貴の作品にも関わった松本隆は「文学少女的雰囲気の斉藤に対し、中山はザ・歌謡曲テイストで、というのはあったかも知れない」と語っている。
松本・筒美の王道路線の他にも、角松敏生・久保田利伸・小室哲哉など若手の新進気鋭のアーティストの作品提供を受けており、ブラック・コンテンポラリー的なビート感を取り入れた楽曲と、しっとりと女性の気持ちを伝える楽曲との2通りの作品を展開した。サウンド面でも、それまでのアイドルの保守本流とは全く違うスタンスでアイドルシーンの先陣を切って走り続け、80年代後半では1、2を争うアイドル・シンガーとなった。

## ディスコグラフィ
作詞家として活動する際は北山 瑞穂（きたやま みずほ）、一咲（いっさく）のペンネームを使用していた時期もあった。
※最高位はオリコン調べによる。一部編集盤を除き大半が廃盤。

### シングル
| 枚       | 発売日          | 曲順     | タイトル                                    | 作詞                | 作曲                   | 編曲                                              | 最高順位 | 規格     | 品番                 | 初出アルバム         |
| 1980年代 | 1980年代        | 1980年代 | 1980年代                                    | 1980年代            | 1980年代               | 1980年代                                          | 1980年代 | 1980年代 | 1980年代             | 1980年代             |
| -------- | --------------- | -------- | ------------------------------------------- | ------------------- | ---------------------- | ------------------------------------------------- | -------- | -------- | -------------------- | -------------------- |
| 1        | 1985年 6月21日  | A面      | 「C」                                       | 松本隆              | 筒美京平               | 萩田光雄                                          | 12位     | EP8cmCD  | K07S-10031K10X-23061 | 「C」                |
| 1        | 1985年 6月21日  | B面      | スピード・ウェイ                            | 松本隆              | 林哲司                 | 萩田光雄                                          | 12位     | EP8cmCD  | K07S-10031K10X-23061 | 「C」                |
| 2        | 1985年 10月1日  | A面      | 生意気                                      | 松本隆              | 筒美京平               | 船山基紀                                          | 8位      | EP8cmCD  | K07S-10051K10X-23062 | AFTER SCHOOL         |
| 2        | 1985年 10月1日  | B面      | 「U」                                       | 岩里祐穂            | 岩里未央               | 萩田光雄                                          | 8位      | EP8cmCD  | K07S-10051K10X-23062 | AFTER SCHOOL         |
| 3        | 1985年 12月5日  | A面      | BE-BOP-HIGHSCHOOL                           | 松本隆              | 筒美京平               | 萩田光雄                                          | 4位      | EP8cmCD  | K07S-10071K10X-23063 | COLLECTION           |
| 3        | 1985年 12月5日  | B面      | 放課後                                      | 松本隆              | 筒美京平               | 新川博                                            | 4位      | EP8cmCD  | K07S-10071K10X-23063 | AFTER SCHOOL         |
| 4        | 1986年 2月5日   | A面      | 色・ホワイトブレンド                        | 竹内まりや          | 竹内まりや             | 清水信之                                          | 5位      | EP8cmCD  | K07S-10081K10X-23064 | COLLECTION           |
| 4        | 1986年 2月5日   | B面      | ときめきの季節 (シーズン)                   | 竹内まりや          | 竹内まりや             | 清水信之                                          | 5位      | EP8cmCD  | K07S-10081K10X-23064 | Complete SINGLES BOX |
| 5        | 1986年 5月16日  | A面      | クローズ・アップ                            | 松本隆              | 財津和夫               | 大村雅朗                                          | 4位      | EP8cmCD  | K07S-10101K10X-23065 | SUMMER BREEZE        |
| 5        | 1986年 5月16日  | B面      | 瞳のかげり                                  | 松本隆              | 財津和夫               | 矢野立美                                          | 4位      | EP8cmCD  | K07S-10101K10X-23065 | SUMMER BREEZE        |
| 6        | 1986年 7月15日  | A面      | JINGI・愛してもらいます                     | 松本隆              | 小室哲哉               | 大村雅朗                                          | 4位      | EP8cmCD  | K07S-10121K10X-23066 | COLLECTION           |
| 6        | 1986年 7月15日  | B面      | Rising Love                                 | 角松敏生            | 角松敏生               | 角松敏生                                          | 4位      | EP8cmCD  | K07S-10121K10X-23066 | SUMMER BREEZE        |
| 7        | 1986年 8月21日  | A面      | ツイてるねノッてるね                        | 松本隆              | 筒美京平               | 大村雅朗 船山基紀                                 | 3位      | EP8cmCD  | K07S-10131K10X-23067 | COLLECTION           |
| 7        | 1986年 8月21日  | B面      | 泣かないわ                                  | 松本隆              | 筒美京平               | 大村雅朗                                          | 3位      | EP8cmCD  | K07S-10131K10X-23067 | Complete SINGLES BOX |
| 8        | 1986年 11月21日 | A面      | WAKU WAKUさせて                             | 松本隆              | 筒美京平               | 船山基紀                                          | 3位      | EP8cmCD  | K07S-10151K10X-23068 | EXOTIQUE             |
| 8        | 1986年 11月21日 | B面      | ハートのスイッチを押して                    | 松本隆              | 筒美京平               | 船山基紀                                          | 3位      | EP8cmCD  | K07S-10151K10X-23068 | EXOTIQUE             |
| 9        | 1987年 3月18日  | A面      | 「派手!!!」                                 | 松本隆              | 筒美京平               | 船山基紀                                          | 2位      | EP8cmCD  | K07S-10161K10X-23069 | COLLECTION           |
| 9        | 1987年 3月18日  | B面      | ジェラシー                                  | 松本隆              | 筒美京平               | 船山基紀                                          | 2位      | EP8cmCD  | K07S-10161K10X-23069 | Complete SINGLES BOX |
| 10       | 1987年 7月7日   | A面      | 50/50                                       | 田口俊              | 小室哲哉               | 船山基紀                                          | 2位      | EP8cmCD  | K07S-10201K10X-23070 | COLLECTION           |
| 10       | 1987年 7月7日   | B面      | 斜めな愛を許して                            | 鮎川麻弥            | 鮎川麻弥               | 鷺巣詩郎                                          | 2位      | EP8cmCD  | K07S-10201K10X-23070 | Ballads              |
| 11       | 1987年 10月7日  | A面      | CATCH ME                                    | 角松敏生            | 角松敏生               | 角松敏生                                          | 1位      | EP8cmCD  | K07S-10221K10X-23071 | COLLECTION           |
| 11       | 1987年 10月7日  | B面      | BAD BOY                                     | 田口俊              | HALNEN                 | 鷺巣詩郎                                          | 1位      | EP8cmCD  | K07S-10221K10X-23071 | Complete SINGLES BOX |
| 12       | 1988年 2月17日  | A面      | You're My Only Shinin' Star                 | 角松敏生            | 角松敏生               | 角松敏生                                          | 1位      | EP8cmCD  | K07S-10261K10X-23072 | SUMMER BREEZE        |
| 12       | 1988年 2月17日  | B面      | SHERRY                                      | 角松敏生            | 角松敏生               | 角松敏生                                          | 1位      | EP8cmCD  | K07S-10261K10X-23072 | CATCH THE NITE       |
| 13       | 1988年 7月11日  | A面      | 人魚姫 mermaid                              | 康珍化              | CINDY                  | ROD ANTOON                                        | 1位      | EP8cmCD  | K07S-10281K10X-23020 | COLLECTION II        |
| 13       | 1988年 7月11日  | B面      | In The Morning                              | 川村真澄            | 久保田利伸             | 杉山卓夫                                          | 1位      | EP8cmCD  | K07S-10281K10X-23020 | Mind Game            |
| 14       | 1988年 11月14日 | A面      | Witches                                     | 康珍化              | CINDY                  | 鳥山雄司                                          | 1位      | EP8cmCD  | K07S-10291K10X-23030 | angel hearts         |
| 14       | 1988年 11月14日 | B面      | 誓いを破って                                | 康珍化              | CINDY                  | 村松邦男                                          | 1位      | EP8cmCD  | K07S-10291K10X-23030 | Ballads              |
| 15       | 1989年 2月21日  | A面      | ROSÉCOLOR                                   | 康珍化              | CINDY                  | 鳥山雄司                                          | 1位      | EP8cmCD  | K07S-10301K10X-23050 | COLLECTION II        |
| 15       | 1989年 2月21日  | B面      | YOU AND I                                   | CINDY               | Greg Moore             | 鳥山雄司                                          | 1位      | EP8cmCD  | K07S-10301K10X-23050 | Complete SINGLES BOX |
| 16       | 1989年 7月12日  | A面      | Virgin Eyes                                 | 吉元由美            | 杏里                   | 小倉泰治                                          | 2位      | EP8cmCD  | 064R-1010091X-10010  | Hide'n' Seek         |
| 16       | 1989年 7月12日  | B面      | サンクチュアリ〜Sanctuary〜                 | 吉元由美            | 杏里                   | 小倉泰治                                          | 2位      | EP8cmCD  | 064R-1010091X-10010  | YOUR SELECTION 2     |
| 1990年代 |                 |          |                                             |                     |                        |                                                   |          |          |                      |                      |
| 17       | 1990年 1月15日  | A面      | Midnight Taxi                               | 飛鳥涼              | 飛鳥涼                 | 十川知司                                          | 1位      | EP8cmCD  | 064R-1020091X-10030  | All For You          |
| 17       | 1990年 1月15日  | B面      | 本気でも…                                   | 飛鳥涼              | 飛鳥涼                 | 十川知司                                          | 1位      | EP8cmCD  | 064R-1020091X-10030  | Miho's Select        |
| 18       | 1990年 3月21日  | 01       | セミスウィートの魔法                        | 松井五郎            | CINDY                  | Rod Antoon                                        | 3位      | 8cmCD    | KIDS-11              | All For You          |
| 18       | 1990年 3月21日  | 02       | Save Your Love                              | 中山美穂            | CINDY                  | 鳥山雄司                                          | 3位      | 8cmCD    | KIDS-11              | All For You          |
| 19       | 1990年 7月11日  | 01       | 女神たちの冒険                              | 松井五郎            | 斉藤英夫               | 斉藤英夫                                          | 3位      | 8cmCD    | KIDS-21              | Jeweluna             |
| 19       | 1990年 7月11日  | 02       | Too Fast, Too Close ＜Dance Version＞       | CINDY               | CINDY 鳥山雄司         | 鳥山雄司                                          | 3位      | 8cmCD    | KIDS-21              | Hide'n' Seek         |
| 20       | 1990年 10月22日 | 01       | 愛してるっていわない!                       | 安藤芳彦            | 羽場仁志               | 樫原伸彦                                          | 3位      | 8cmCD    | KIDS-31              | COLLECTION II        |
| 20       | 1990年 10月22日 | 02       | Without You                                 | 北山瑞穂            | 北山瑞穂               | 大谷和夫                                          | 3位      | 8cmCD    | KIDS-31              | Merry Merry          |
| 21       | 1991年 2月12日  | 01       | これからのI Love You                        | 松井五郎            | 崎谷健次郎             | ATOM PROJECT                                      | 3位      | 8cmCD    | KIDS-41              | Jeweluna             |
| 21       | 1991年 2月12日  | 02       | 誰かが愛に…                                 | 中山美穂            | 尾関昌也               | ATOM PROJECT                                      | 3位      | 8cmCD    | KIDS-41              | Miho's Select        |
| 22       | 1991年 7月16日  | 01       | Rosa                                        | 一咲                | 井上ヨシマサ           | ATOM                                              | 3位      | 8cmCD    | KIDS-51              | Miho's Select        |
| 22       | 1991年 7月16日  | 02       | Dream                                       | 一咲                | 井上ヨシマサ           | ATOM                                              | 3位      | 8cmCD    | KIDS-51              | YOUR SELECTION 2     |
| 23       | 1991年 11月1日  | 01       | 遠い街のどこかで…                           | 渡邉美佳            | 中崎英也               | 中崎英也                                          | 3位      | 8cmCD    | KIDS-61              | Miho's Select        |
| 23       | 1991年 11月1日  | 02       | Tell Me                                     | 渡邉美佳            | 渡邉美佳               | 山崎洋一                                          | 3位      | 8cmCD    | KIDS-61              | Blanket Privacy      |
| 24       | 1992年 4月1日   | 01       | Mellow                                      | 一咲                | 井上ヨシマサ           | 井上ヨシマサ                                      | 3位      | 8cmCD    | KIDS-81              | Mellow               |
| 24       | 1992年 4月1日   | 02       | Silent                                      | 中山美穂            | 清岡千穂               | 鶴由雄                                            | 3位      | 8cmCD    | KIDS-81              | Mellow               |
| 25       | 1992年 10月28日 | 01       | 世界中の誰よりきっと (中山美穂 & WANDS名義) | 上杉昇 中山美穂     | 織田哲郎               | 葉山たけし                                        | 1位      | 8cmCD    | KIDS-111             | Dramatic Songs       |
| 25       | 1992年 10月28日 | 02       | 世界中の誰よりきっと ＜PART II＞            | 上杉昇 中山美穂     | 織田哲郎               | 葉山たけし                                        | 1位      | 8cmCD    | KIDS-111             | Dramatic Songs       |
| 26       | 1993年 4月21日  | 01       | 幸せになるために                            | 岩里祐穂 中山美穂   | 日向敏文               | 日向敏文                                          | 4位      | 8cmCD    | KIDS-131             | Branket Privacy      |
| 26       | 1993年 4月21日  | 02       | P.S. 夏の国から                             | 西脇唯              | 西脇唯                 | 有賀啓雄                                          | 4位      | 8cmCD    | KIDS-131             | Complete SINGLES BOX |
| 27       | 1993年 7月7日   | 01       | あなたになら…                               | 中山美穂            | 久石譲                 | 久石譲                                            | 8位      | 8cmCD    | KIDS-141             | Branket Privacy      |
| 27       | 1993年 7月7日   | 02       | Holiday                                     | 田久保真見          | 尾関昌也               | URAN                                              | 8位      | 8cmCD    | KIDS-141             | Complete SINGLES BOX |
| 28       | 1994年 2月9日   | 01       | ただ泣きたくなるの                          | 国分友里恵 中山美穂 | 岩本正樹               | 岩本正樹                                          | 1位      | 8cmCD    | KIDS-171             | COLLECTION III       |
| 28       | 1994年 2月9日   | 02       | ただ泣きたくなるの (Another Edition)        | 国分友里恵 中山美穂 | 岩本正樹               | ATOM+1                                            | 1位      | 8cmCD    | KIDS-171             | Complete SINGLES BOX |
| 29       | 1994年 6月8日   | 01       | Sea Paradise -OLの反乱-                     | 中山美穂            | KNACK                  | ATOM                                              | 9位      | 8cmCD    | KINS-191             | Pure White           |
| 29       | 1994年 6月8日   | 02       | 何度でも愛せるから                          | 中山美穂            | 中山美穂               | ATOM                                              | 9位      | 8cmCD    | KINS-191             | Complete SINGLES BOX |
| 30       | 1994年 12月14日 | 01       | HERO                                        | M. Carey            | M. Carey W. Afanasieff | Robbie Buchanan                                   | 8位      | 8cmCD    | KIDS-211             | COLLECTION III       |
| 30       | 1994年 12月14日 | 02       | HERO (アカペラバージョン)                   | M. Carey            | M. Carey W. Afanasieff | CINDY 鳴海寛                                      | 8位      | 8cmCD    | KIDS-211             | Complete SINGLES BOX |
| 31       | 1995年 5月17日  | 01       | CHEERS FOR YOU                              | 小竹正人 中山美穂   | 久保田利伸             | Camus Celi and Andres Levin for C-n-A Productions | 17位     | 8cmCD    | KIDS-231             | COLLECTION IV        |
| 31       | 1995年 5月17日  | 02       | CHEERS FOR YOU (DANCE MIX)                  | 小竹正人 中山美穂   | 久保田利伸             | Camus Celi and Andres Levin for C-n-A Productions | 17位     | 8cmCD    | KIDS-231             | Complete SINGLES BOX |
| 32       | 1995年 7月21日  | 01       | Hurt to Heart〜痛みの行方〜                 | 横山敬子            | 横山敬子               | Jerry Hey                                         | 10位     | 8cmCD    | KIDS-251             | Mid Blue             |
| 32       | 1995年 7月21日  | 02       | I LOVE YOU                                  | 中山美穂            | CINDY                  | Jerry Hey                                         | 10位     | 8cmCD    | KIDS-251             | YOUR SELECTION 2     |
| 33       | 1996年 2月16日  | 01       | Thinking about you〜あなたの夜を包みたい〜  | 小竹正人            | Maria                  | 大谷和夫                                          | 13位     | 8cmCD    | KIDS-271             | Deep Lip French      |
| 33       | 1996年 2月16日  | 02       | Angel                                       | 中山美穂 小竹正人   | Maria                  | 溝口肇                                            | 13位     | 8cmCD    | KIDS-271             | Deep Lip French      |
| 34       | 1996年 6月7日   | 01       | True Romance                                | 小竹正人            | 井上ヨシマサ           | 溝口肇                                            | 37位     | 8cmCD    | KIDS-301             | Deep Lip French      |
| 34       | 1996年 6月7日   | 02       | 不意のKiss                                  | Maria               | Maria                  | 溝口肇                                            | 37位     | 8cmCD    | KIDS-301             | Deep Lip French      |
| 35       | 1996年 11月1日  | 01       | 未来へのプレゼント (中山美穂 with MAYO名義) | 岡本真夜 中山美穂   | 岡本真夜               | 十川知司                                          | 6位      | 8cmCD    | KIDS-311             | TREASURY             |
| 35       | 1996年 11月1日  | 02       | Darlin'                                     | 中山美穂            | 上田知華               | 山川恵津子                                        | 6位      | 8cmCD    | KIDS-311             | YOUR SELECTION 2     |
| 36       | 1997年 6月4日   | 01       | マーチカラー                                | 中山美穂 小竹正人   | 大滝裕子               | 竹下欣伸                                          | 29位     | 8cmCD    | KIDS-341             | Groovin' Blue        |
| 36       | 1997年 6月4日   | 02       | SHINING FOR YOU                             | 中山美穂            | 上田知華               | 内藤慎也                                          | 29位     | 8cmCD    | KIDS-341             | Groovin' Blue        |
| 37       | 1998年 4月8日   | 01       | LOVE CLOVER                                 | TAKURO 中山美穂     | TAKURO                 | TAKURO                                            | 14位     | 8cmCD    | KIDS-371             | YOUR SELECTION 1     |
| 37       | 1998年 4月8日   | 02       | empty pocket                                | 中山美穂 小竹正人   | TAKURO                 | 是永巧一 溝口肇                                   | 14位     | 8cmCD    | KIDS-371             | YOUR SELECTION 2     |
| 38       | 1999年 5月19日  | 01       | A Place Under the Sun                       | 中山美穂            | 井上ヨシマサ           | 井上ヨシマサ                                      | 40位     | 8cmCD    | KIDS-421             | YOUR SELECTION 1     |
| 38       | 1999年 5月19日  | 02       | A Place Under the Sun (Reversion)           | 中山美穂            | 井上ヨシマサ           | 井上ヨシマサ                                      | 40位     | 8cmCD    | KIDS-421             | Complete SINGLES BOX |
| 38       | 1999年 5月19日  | 03       | noon moon                                   | 中山美穂            | Mr. moon 井上ヨシマサ  | -                                                 | 40位     | 8cmCD    | KIDS-421             | YOUR SELECTION 2     |
| 39       | 1999年 9月16日  | 01       | Adore                                       | 小竹正人            | 金澤信葉               | 嶋田陽一                                          | 35位     | 8cmCD    | KIDS-431             | COLLECTION IV        |
| 39       | 1999年 9月16日  | 02       | Adore (for movie)                           | 小竹正人            | 金澤信葉               | 嶋田陽一                                          | 35位     | 8cmCD    | KIDS-431             | Complete SINGLES BOX |
| 39       | 1999年 9月16日  | 03       | Sweetest Lover                              | 北山瑞穂            | Cindy                  | LITTLE CREATURES                                  | 35位     | 8cmCD    | KIDS-431             | manifesto            |

### 配信限定
| 発売日         | タイトル                           | 備考          |
| -------------- | ---------------------------------- | ------------- |
| 2000年7月7日   | STARDUST                           |               |
| 2000年10月20日 | Lagrimas Negras                    |               |
| 2000年12月15日 | キミがいるから                     |               |
| 2011年3月21日  | I am with you (とおくはなれてても) | YouTube限定。 |

### アルバム

#### オリジナル・アルバム
| 枚   | 発売日         | タイトル              | 最高位 |
| ---- | -------------- | --------------------- | ------ |
| 1st  | 1985年8月21日  | 「C」                 | 11位   |
| 2nd  | 1985年12月18日 | AFTER SCHOOL          | 13位   |
| 3rd  | 1986年7月1日   | SUMMER BREEZE         | 8位    |
| 4th  | 1986年12月18日 | EXOTIQUE              | 6位    |
| 5th  | 1987年7月15日  | ONE AND ONLY          | 3位    |
| 6th  | 1988年2月10日  | CATCH THE NITE        | 1位    |
| 7th  | 1988年7月11日  | Mind Game             | 2位    |
| 8th  | 1988年12月5日  | angel hearts          | 3位    |
| 9th  | 1989年9月5日   | Hide'n' Seek          | 1位    |
| 10th | 1989年12月5日  | Merry Merry           | 9位    |
| 11th | 1990年3月16日  | All For You           | 3位    |
| 12th | 1990年7月18日  | Jeweluna              | 3位    |
| 13th | 1991年3月15日  | Dé eaya               | 2位    |
| 14th | 1992年6月10日  | Mellow                | 3位    |
| 15th | 1993年6月23日  | わがままな あくとれす | 4位    |
| 16th | 1994年6月8日   | Pure White            | 3位    |
| 17th | 1995年9月30日  | Mid Blue              | 7位    |
| 18th | 1996年6月1日   | Deep Lip French       | 13位   |
| 19th | 1997年6月21日  | Groovin' Blue         | 28位   |
| 20th | 1998年6月10日  | OLIVE                 | 9位    |
| 21st | 1999年9月16日  | manifesto             | 29位   |
| 22nd | 2019年12月4日  | Neuf Neuf             | 28位   |

#### リミックス・アルバム
- 以下の4作品は2006年に発売されたCD-BOX『Complete SINGLES BOX』に収録されている。

| 枚  | 発売日         | タイトル                                           | 最高位 |
| --- | -------------- | -------------------------------------------------- | ------ |
| 1st | 1988年10月21日 | Makin' Dancin'                                     | 2位    |
| 2nd | 1991年7月25日  | DANCE BOX                                          | 3位    |
| 3rd | 1997年12月3日  | THE REMIXES MIHO NAKAYAMA MEETS New York GROOVE    | 57位   |
| 4th | 1998年1月9日   | THE REMIXES MIHO NAKAYAMA MEETS Los Angeles GROOVE | 80位   |

#### ライブ・アルバム
| 枚  | 発売日                                      | タイトル                                         | 最高位 |
| --- | ------------------------------------------- | ------------------------------------------------ | ------ |
| 1st | 1986年8月1日                                | VIRGIN FLIGHT '86 中山美穂ファースト・コンサート | 19位   |
| 2nd | 1994年11月23日(限定盤) 1995年3月1日(通常盤) | Pure White Live '94                              | 15位   |

#### その他のアルバム
|                    | 発売日         | タイトル                                 | 備考                                                                             | 最高位 |
| ------------------ | -------------- | ---------------------------------------- | -------------------------------------------------------------------------------- | ------ |
| コレクション       | 1987年11月15日 | COLLECTION                               | 初のシングル・コレクション                                                       | 1位    |
| セレクション       | 1989年3月20日  | Ballads                                  | 初のバラード・セレクション                                                       | 2位    |
| コレクション       | 1990年11月21日 | COLLECTION II                            | 歌手デビュー5周年記念 シングル・コレクション第二弾。                             | 2位    |
| セレクション       | 1991年12月24日 | Miho's Select                            | 歌手デビュー5周年記念 セレクション・アルバム。                                   | 1位    |
| セレクション       | 1993年1月20日  | Dramatic Songs                           | ドラマ主題歌のみをコンパイルしたコンピ集。                                       | 2位    |
| リテイクアルバム   | 1993年11月26日 | Blanket Privacy                          | 新録音ベスト・アルバム。                                                         | 9位    |
| コレクション       | 1995年3月1日   | COLLECTION III                           | シングル・コレクション第三弾。                                                   | 3位    |
| セレクション       | 1996年12月18日 | Ballads II                               | バラード・セレクション第二弾。                                                   | 25位   |
| ベスト             | 1997年4月7日   | TREASURY                                 | デビュー曲から最新曲までの中から選曲・網羅された、自身初の公認ベスト・アルバム。 | 3位    |
| リクエストベスト   | 2001年3月7日   | YOUR SELECTION 1                         | 歌手デビュー15周年記念 リクエスト投票によるベスト・アルバム。                    | 28位   |
| リクエストベスト   | 2001年3月7日   | YOUR SELECTION 2                         | 歌手デビュー15周年記念 リクエスト投票によるベスト・アルバム。                    | 62位   |
| リクエストベスト   | 2001年3月7日   | YOUR SELECTION 3                         | 歌手デビュー15周年記念 リクエスト投票によるベスト・アルバム。                    | 67位   |
| リクエストベスト   | 2001年3月7日   | YOUR SELECTION 4                         | 歌手デビュー15周年記念 リクエスト投票によるベスト・アルバム。                    | 68位   |
| コレクション       | 2006年2月1日   | COLLECTION IV                            | 歌手デビュー20周年記念 シングル・コレクション第四弾。                            | 300位  |
| ボックス           | 2006年3月1日   | Complete SINGLES BOX                     | 歌手デビュー20周年を記念した、初のコンプリート・シングルボックス。               | 147位  |
| 非公認             | 2010年7月7日   | 中山美穂 パーフェクト・ベスト            | レコード会社企画のコンピレーション・アルバム。                                   | 105位  |
| 非公認             | 2013年10月2日  | 中山美穂 パーフェクト・ベスト2           | レコード会社企画のコンピレーション・アルバム。                                   | 133位  |
| ボックス           | 2015年7月22日  | 30th Anniversary THE PERFECT SINGLES BOX | 歌手デビュー30周年を記念したシングル・ボックス。                                 | 169位  |
| オールタイムベスト | 2020年12月23日 | All Time Best                            | 歌手デビュー35周年を記念した、初の公認オールタイム・ベスト。                     | 24位   |

### その他の参加作品
| 発売日        | タイトル                        | 収録                                 | 備考                                                  |
| ------------- | ------------------------------- | ------------------------------------ | ----------------------------------------------------- |
| 2023年9月6日  | Ninna Nanna feat. Miho Nakayama | Night Tempo「Neo Standard」          | 2023年9月20日発売収録アルバムからのオンライン先行公開 |
| 2024年7月17日 | Rosa                            | 井上ヨシマサ「再会 ～Hello Again～」 | 井上ヨシマサとのデュエット作品                        |

### 映像作品
- na・ma・i・ki（1985年11月21日）
- VIRGIN FLIGHT '86 MIHO NAKAYAMA FIRST CONCERT（1986年7月21日）
- CATCH ME MIHO NAKAYAMA LIVE '88（1988年4月5日）
- 心の夜明け L'Aube de mon cœur（1988年12月21日）
- WHUU!! NATURAL Live at Budokan '89（1989年7月5日）
- 美・ファンタジー/中山美穂おしゃれのすべて（1990年9月10日）
- LOVE SUPREME Miho Nakayama Selection '90（1990年12月5日）
- Destiny（1990年12月21日）
- MIHO NAKAYAMA CONCERT TOUR '91 MIHO THE FUTURE, MIHO THE NATURE（1991年7月21日）
- Mellow（1992年7月4日）
- LIVE IN "Mellow" MIHO NAKAYAMA CONCERT TOUR '92（1992年12月4日）
- MIHO NAKAYAMA CONCERT TOUR '93 On My Mind（1993年12月10日）
- Miho Nakayama Concert Tour '95 f（1996年3月16日）
- Miho Nakayama Concert Tour '96 Sound of Lip（1996年12月21日）
- MIHO NAKAYAMA TOUR '98 Live・O・Live（1998年12月23日）
- Miho Nakayama Complete DVD BOX（2003年7月24日）
- Miho Nakayama Billboard Live 2022（2023年4月12日）
- Miho Nakayama 38th Anniversary Concert -Trois-（2023年11月22日）
- Miho Nakayama Concert Tour 2024 -Deux-（2024年11月27日）
- 〜Miho Nakayama 40th Anniversary〜 中山美穂「ザ・ベストテン」永久保存版（2025年3月19日）

## 公演

### コンサートツアー
- VIRGIN FLIGHT（1986年） - 全国5公演
- MIHO NAKAYAMA 1986 AUGUST - OCTOBER CONCERT "VIRGIN FLIGHT in Summer"（1986年） - 全国26公演
- CONCERT '87 美穂+WAKU WAKUさせて（1987年） - 東名阪6公演
- ONE AND ONLY これっきゃない!（1987年） - 全国30公演
- MIHO Catch '88（1988年） - 全国63公演
- 1988 Japan Concert Tour "Miho Catch '88 Summer"（1988年） - 全国58公演
- 1989 SPRING TOUR "WHUU!! NATURAL"（1989年） - 全国45公演
- 1989 Summer Live "The Natural Syndrome"（1989年） - 全国50公演
- Japan Spring Concert Tour 1990 "Koiiro"（1990年） - 全国35公演
- '90 MIDSUMMER CONCERT TOUR "真夏の夜の熱帯夢 A REVUE ON THE ROOF"（1990年） - 全国28公演
- MIHO NAKAYAMA CONCERT TOUR '91 "MIHO the FUTURE, MIHO the NATURE"（1991年） - 全国40公演
- MIHO NAKAYAMA CONCERT TOUR '92 "Mellow 月の輝く未来あるいは、ムーンライト・キス"（1992年） - 全国35公演
- MIHO NAKAYAMA CONCERT TOUR '93 "On My Mind"（1993年） - 全国34公演
- Miho Nakayama Concert Tour '94 "Pure White"（1994年） - 全国39公演
- Miho Nakayama Concert Tour '95 "f"（1995年） - 全国34公演
- MIHO NAKAYAMA CONCERT TOUR '96 "Sound of Lip"（1996年） - 全国32公演
- Miho Nakayama CONCERT TOUR '97 "Groovin' Blue"（1997年） - 全国38公演
- MIHO NAKAYAMA TOUR '98 "Live・O・Live"（1998年） - 全国29公演
- Miho Nakayama Concert Tour 1999（1999年） - 全国19公演
- Miho Nakayama Live House Tour 1999 "manifesto"（1999年） - 全国7公演
- Miho Nakayama Billboard Live 2022 -  東京2公演
- Miho Nakayama Concert Tour 2023 -Trois（2023年） - 全国8公演
- Miho Nakayama Concert 2023 - ciao ciao ciao! - (2023年） - 東京2公演、愛知1公演
- Miho Nakayama Christmas Concert 2023 - 東京4公演
- Miho Nakayama Concert Tour 2024 -Deux （2024年） - 全国19都市21公演
- Miho Nakayama Christmas Concert 2024 in Billboard Live - 全国3都市8公演

### イベント
- EAST FIRST LIVE '86（よみうりランドEAST、1986年11月9日）
- 美穂といっしょにWAKUWAKUクリスマス（後楽園ホール、1986年12月22日）
- さっぽろ雪まつり（1987年）
- 十日町雪まつり（1987年）
- 広島平和音楽祭（1987年）
- フェスタしずおか（1987年）
- ひろしまフラワーフェスティバル（1987年）※ファンが殺到しステージは中止
- Deux Côtés 一夜限りのスペシャルLIVE（2024年9月20日）at duo MUSIC EXCHANGE

## 出版物
- 一生懸命 中山美穂写真集（1985年、ワニブックス） - 写真集
- 透明でいるよ めいっぱい女の子（1985年、ワニブックス） - エッセー集
- 美穂がんばる（1986年、集英社） - 写真集
- どっちにするの。（1989年、集英社） - 写真集
- アンビバレンス Ambivalence 中山美穂写真集（1989年、ワニブックス）
- SCENA miho nakayama pictorial（1991年、ワニブックス） - 写真集
- P.S. I LOVE YOU（1991年、ニッポン放送出版／1995年、扶桑社文庫） - エッセー集
- LETTERS in Love Letter 中山美穂写真集（1995年、ワニブックス）
- 中山美穂 in 映画『東京日和』（1997年、ワニブックス） - 写真集
- アタシと私（1997年、幻冬舎／1999年、幻冬舎文庫） - 恋愛小説
- ANGEL（1998年、ワニブックス） - 写真集
- なぜなら やさしいまちが あったから（2009年、集英社／2012年、集英社文庫） - フォトエッセー集

## 出演

### 連続ドラマ
| 放送年月日                     | タイトル                                               | 放送局                 | 役名                             | 共演                                                       | 主題歌                                               |
| ------------------------------ | ------------------------------------------------------ | ---------------------- | -------------------------------- | ---------------------------------------------------------- | ---------------------------------------------------- |
| 1985年1月8日 - 3月26日         | 毎度おさわがせします                                   | TBS                    | 森のどか                         | 小野寺昭、木村一八、篠ひろ子                               | C-C-B／Romanticが止まらない                          |
| 1985年4月12日                  | うちの子にかぎって…パート2 ※第1話ゲスト出演            | TBS                    | 高丘信子                         | 田村正和                                                   |                                                      |
| 1985年8月20日 - 9月25日        | 夏・体験物語                                           | TBS                    | 主演・杉本由起                   | 網浜直子、少女隊                                           | 中山美穂／「C」                                      |
| 1985年12月10日 - 1986年3月25日 | 毎度おさわがせします2                                  | TBS                    | 森のどか                         | 小野寺昭、木村一八、篠ひろ子                               | C-C-B／空想Kiss                                      |
| 1986年10月13日 - 1987年3月23日 | セーラー服反逆同盟                                     | 日本テレビ             | 主演・山県ミホ                   | 仙道敦子、山本理沙、後藤恭子                               | A-JARI／SHADOW OF LOVE                               |
| 1986年10月16日 - 12月18日      | な・ま・い・き盛り                                     | フジテレビ             | 主演・木下加代子                 | 中村繁之                                                   | 中山美穂／WAKU WAKU させて                           |
| 1987年4月14日 - 6月16日        | ママはアイドル!                                        | TBS                    | 主演・中山美穂（本人役）         | 三田村邦彦、後藤久美子、永瀬正敏                           | 中山美穂／「派手!!!」                                |
| 1987年10月22日 - 12月24日      | おヒマなら来てよネ!                                    | フジテレビ             | 主演・佐竹希望、広瀬洋子（二役） | 松村雄基、工藤静香、金山一彦                               | 中山美穂／CATCH ME                                   |
| 1987年                         | 毎度おさわがせします3 ※ゲスト出演                      | TBS                    |                                  | 勝野洋、立花理佐                                           |                                                      |
| 1988年7月8日 - 9月23日         | 若奥さまは腕まくり!                                    | TBS                    | 主演・広瀬友子                   | 三田村邦彦                                                 | 中山美穂／人魚姫                                     |
| 1989年1月16日 - 3月20日        | 君の瞳に恋してる!                                      | フジテレビ             | 主演・高木瞳                     | 菊池桃子、藤田朋子、前田耕陽、大鶴義丹                     | 村井麻里子／どうしようもなく恋愛（ラヴ・アフェアー） |
| 1990年1月12日 - 3月30日        | 卒業                                                   | TBS                    | 主演・木下かおり                 | 織田裕二、仙道敦子、河合美智子、的場浩司                   | DREAMS COME TRUE／笑顔の行方                         |
| 1990年10月15日 - 12月17日      | すてきな片想い                                         | フジテレビ             | 主演・与田圭子                   | 柳葉敏郎、和久井映見、東幹久、石黒賢                       | 中山美穂／愛してるっていわない!                      |
| 1991年10月7日 - 12月16日       | 逢いたい時にあなたはいない…                            | フジテレビ             | 主演・大木美代子                 | 大鶴義丹、森脇健児、藤井フミヤ、風間トオル                 | 中山美穂／遠い街のどこかで...                        |
| 1992年1月5日 - 12月13日        | 大河ドラマ 信長 KING OF ZIPANGU                        | NHK総合                | ねね（木下藤吉郎の妻）           | 緒形直人、菊池桃子、平幹二朗、仲村トオル                   |                                                      |
| 1992年10月14日 - 12月23日      | 誰かが彼女を愛してる                                   | フジテレビ             | 主演・高野つばさ                 | 根津甚八、的場浩司、鶴田真由                               | 中山美穂／世界中の誰よりきっと                       |
| 1994年1月7日 - 3月25日         | もしも願いが叶うなら                                   | TBS                    | 主演・毛利未来                   | 浜田雅功、浜崎貴司、岡田浩暉、渡辺満里奈                   | 中山美穂／ただ泣きたくなるの                         |
| 1995年1月9日 - 3月20日         | For You                                                | フジテレビ             | 主演・吉倉弥生                   | 高嶋政伸、高橋克典、森口博子、香取慎吾                     | 中山美穂／HERO                                       |
| 1996年10月14日 - 12月16日      | おいしい関係                                           | フジテレビ             | 主演・藤原百恵                   | 唐沢寿明、草彅剛、飯島直子                                 | 中山美穂／未来へのプレゼント                         |
| 1998年10月8日 - 12月24日       | 眠れる森                                               | フジテレビ             | 主演・大庭（森田）実那子         | 木村拓哉、仲村トオル、ユースケ・サンタマリア               | 竹内まりや／カムフラージュ                           |
| 2000年1月10日 - 3月20日        | 二千年の恋                                             | フジテレビ             | 主演・真代理得                   | 金城武、仲間由紀恵、東幹久                                 | Do As Infinity／Yesterday & Today                    |
| 2001年4月15日 - 6月24日        | Love Story                                             | TBS                    | 主演・須藤美咲                   | 豊川悦司、加藤晴彦、香取慎吾、優香                         | スピッツ／遥か                                       |
| 2002年10月7日 - 12月16日       | ホーム&アウェイ                                        | フジテレビ             | 主演・中森かえで                 | 西田尚美、小泉孝太郎、酒井若菜                             | day after tomorrow／My faith                         |
| 2014年5月25日 - 7月13日        | プラトニック                                           | NHK BSプレミアム       | 主演・望月沙良                   | 堂本剛、小泉孝太郎、永野芽郁                               |                                                      |
| 2016年8月20日 - 9月10日        | 賢者の愛                                               | WOWOW                  | 主演・高中真由子                 | 竜星涼、高岡早紀、田辺誠一                                 |                                                      |
| 2017年4月17日 - 6月26日        | 貴族探偵                                               | フジテレビ             | メイド・田中                     | 相葉雅紀、武井咲、仲間由紀恵                               | 嵐／I'll be there                                    |
| 2018年1月7日 - 1月28日         | 平成細雪                                               | NHK BSプレミアム       | 主演・蒔岡鶴子                   | 高岡早紀、伊藤歩、中村ゆり                                 |                                                      |
| 2018年4月19日                  | 未解決の女 警視庁文書捜査官 ※第1話ゲスト出演           | テレビ朝日             | 嶋野泉水                         | 波瑠、鈴木京香                                             | 平井堅／知らないんでしょ?                            |
| 2018年10月11日 - 12月13日      | 黄昏流星群 人生折り返し、恋をした                      | フジテレビ             | ヒロイン・瀧沢真璃子             | 佐々木蔵之介、黒木瞳、藤井流星                             | 平井堅／half of me                                   |
| 2019年5月10日                  | 東京二十三区女「板橋区の女」 ※第5話主演                | WOWOW                  | 主演・薫                         | マフィア梶田、浅川悠、小木茂光                             |                                                      |
| 2019年10月25日                 | 時効警察はじめました ※第3話ゲスト出演                  | テレビ朝日             | 琴吹町子                         | オダギリジョー、麻生久美子、別所哲也                       |                                                      |
| 2020年1月11日 - 2月29日        | 彼らを見ればわかること                                 | WOWOW                  | 主演・内田百々子                 | 木村多江、大島優子、上地雄輔、長野博、生瀬勝久             |                                                      |
| 2021年3月19日                  | 西荻窪 三ツ星洋酒堂 ※第6話ゲスト出演                   | 毎日放送               | 才川尚美                         | 町田啓太、藤原季節、森崎ウィン                             | I Don't Like Mondays.／ENTERTAINER                   |
| 2021年4月30日 - 7月2日         | 警視庁ゼロ係〜生活安全課なんでも相談室〜 SEASON5       | テレビ東京             | 保科玲                           | 小泉孝太郎、松下由樹                                       | 德永英明／tomorrow                                   |
| 2021年7月31日 - 9月18日        | ザ・ハイスクール ヒーローズ                            | テレビ朝日             | 真中瑠璃子                       | 岩﨑大昇、那須雄登、佐藤龍我、藤井直樹、金指一世、浮所飛貴 | KAT-TUN／EUPHORIA                                    |
| 2022年7月18日                  | 魔法のリノベ ※第1話ゲスト出演                          | 関西テレビ・フジテレビ | 西崎万智                         | 波瑠、間宮祥太朗                                           |                                                      |
| 2025年1月9日・23日             | 日本一の最低男 ※私の家族はニセモノだった ※第1話・第3話 | フジテレビ             | 園田美奈子                       | 香取慎吾、志尊淳                                           | 香取慎吾／Circus Funk（feat. Chevon）                |
| 2025年1月14日                  | 家政夫のミタゾノ 第7シーズン ※第1話ゲスト出演          | テレビ朝日             | 田中令子                         | 松岡昌宏                                                   |                                                      |

### 単発ドラマ
| 放送年月日     | タイトル                                                                                | 放送局           | 役名             | 共演                                                 |
| -------------- | --------------------------------------------------------------------------------------- | ---------------- | ---------------- | ---------------------------------------------------- |
| 1986年3月3日   | 月曜ドラマランド 藤子不二雄の夢カメラ 第1話「不思議少女・サヨコ」                       | フジテレビ       | 白鳥小夜子       | 小泉今日子、荻野目洋子                               |
| 1986年5月15日  | 木曜ドラマストリート あいつと私                                                         | フジテレビ       | 西田恵子         | 松村雄基                                             |
| 1987年4月2日   | な・ま・い・き盛りスペシャル                                                            | フジテレビ       | 木下加代子       | 中村繁之                                             |
| 1987年10月６日 | 火曜スーパーワイド 半熟ウィドゥ!未亡人は18才                                            | テレビ朝日       | 鈴本玉緒         | 鶴見辰吾、小堺一機                                   |
| 1987年10月2日  | パパはニュースキャスタースペシャル ※ゲスト出演                                          | TBS              | 中山美穂（本人） | 田村正和                                             |
| 1988年12月20日 | 火曜スーパーワイド ミスマッチ                                                           | テレビ朝日       | 主演・杉原環     | 工藤静香、世良公則                                   |
| 1989年10月9日  | 君の瞳に恋してる!スペシャル                                                             | フジテレビ       | 主演・高木瞳     | 菊池桃子、藤田朋子、前田耕陽、大鶴義丹、西田ひかる   |
| 1990年4月19日  | 世にも奇妙な物語 第1作目 「恐怖の手触り」                                               | フジテレビ       | 主演・鮎川里美   | ジョニー大倉                                         |
| 1990年12月26日 | 忠臣蔵                                                                                  | TBS              | おかる           | ビートたけし                                         |
| 1991年1月23日  | 水曜グランドロマン いつか、サレジオ教会で                                               | 日本テレビ       | 主演・山本妙子   | 吉田栄作                                             |
| 1992年8月27日  | ドラマシティ'92 アイシテイルと描いてみた                                                | 読売テレビ       | 主演・ 谷川和代  | 藤田朋子、長谷川真弓、中村あずさ                     |
| 1994年1月3日   | 新春ドラマスペシャル94 仰げば尊し 第1話「2年C組の奇跡」                                 | フジテレビ       | 沢井千秋         | 内村光良、ともさかりえ                               |
| 1995年3月31日  | もしも願いが叶うなら 清く貧しく美しく でもハワイに行きたい あなたも願いが叶うスペシャル | TBS              | 主演・毛利未来   | 浜田雅功、浜崎貴司、岡田浩暉、渡辺満里奈、久本雅美   |
| 1995年12月23日 | 聖夜の奇跡 第2話「聖者が街にやってくる」                                                | フジテレビ       | 野々村さつき     | 真田広之                                             |
| 1999年8月27日  | ほんとにあった怖い話 「夏の訪問者」                                                     | フジテレビ       | 森井笙子         | 窪塚洋介、吉行和子                                   |
| 2001年12月30日 | 夫婦漫才                                                                                | TBS              | 主演・辻本ノブコ | 豊川悦司（監督・脚本）、甲本雅裕                     |
| 2012年3月20日  | ドラマ特別企画 終着駅〜トワイライトエクスプレスの恋                                     | TBS              | 主演・高津千絵   | 佐藤浩市                                             |
| 2013年6月25日  | 幸せになる3つの買い物 「マンションを買った女」                                          | 関西テレビ       | 安藤睦           | 霧島れいか、柄本佑、松重豊                           |
| 2017年3月29日  | ドラマ特別企画 松本清張「花実のない森」                                                 | テレビ東京       | 江藤みゆき       | 東山紀之、小澤征悦、相武紗季                         |
| 2017年10月14日 | 世にも奇妙な物語'17秋の特別編 「フリースタイル母ちゃん」                                | フジテレビ       | 細川房子         | 浅利陽介、高木星来、いとうせいこう                   |
| 2019年5月18日  | コンフィデンスマンJPスペシャル 運勢編                                                   | フジテレビ       | 渡辺若葉         | 長澤まさみ、東出昌大、小日向文世、北村一輝、広末涼子 |
| 2019年11月23日 | Wの悲劇                                                                                 | NHK BSプレミアム | 和辻淑枝         | 土屋太鳳                                             |
| 2021年4月12日  | 脳科学弁護士 海堂梓 ダウト                                                              | テレビ東京系     | 冬川沙也加       | 松下奈緒、佐藤隆太、奥田瑛二                         |

### 映画
| 公開年月日     | タイトル                                  | 配給                     | 役名                    | 監督             | 共演                                                                             | 主題歌                            |
| -------------- | ----------------------------------------- | ------------------------ | ----------------------- | ---------------- | -------------------------------------------------------------------------------- | --------------------------------- |
| 1985年12月14日 | ビー・バップ・ハイスクール                | 東映                     | ヒロイン・泉今日子      | 那須博之         | 清水宏次朗、仲村トオル、宮崎ますみ                                               | 中山美穂／BE-BOP-HIGHSCHOOL       |
| 1986年8月9日   | ビー・バップ・ハイスクール 高校与太郎哀歌 | 東映                     | ヒロイン・泉今日子      | 那須博之         | 清水宏次朗、仲村トオル、宮崎ますみ                                               | 中山美穂／JINGI・愛してもらいます |
| 1989年8月26日  | どっちにするの。                          | 東宝                     | 主演・桑田伸子          | 金子修介         | 真田広之、風間トオル、宮沢りえ                                                   | 中山美穂／Virgin Eyes             |
| 1991年8月31日  | 波の数だけ抱きしめて                      | 東宝                     | 主演・田中真理子        | 馬場康夫         | 織田裕二、松下由樹、別所哲也                                                     |                                   |
| 1995年3月25日  | Love Letter                               | ヘラルド・エース         | 主演・渡辺博子 / 藤井樹 | 岩井俊二         | 豊川悦司、酒井美紀、柏原崇                                                       |                                   |
| 1997年10月18日 | 東京日和                                  | 東宝                     | 主演・島津ヨーコ        | 竹中直人         | 竹中直人、松たか子、三浦友和                                                     | 大貫妙子／ひまわり                |
| 2010年1月23日  | サヨナライツカ                            | アスミック・エース       | 主演・真中沓子          | イ・ジェハン     | 西島秀俊、石田ゆり子                                                             | 中島美嘉／ALWAYS                  |
| 2012年10月6日  | 新しい靴を買わなくちゃ                    | 東映                     | 主演・勅使河原アオイ    | 北川悦吏子       | 向井理                                                                           |                                   |
| 2018年4月27日  | ママレード・ボーイ                        | ワーナー・ブラザーズ映画 | 松浦千弥子              | 廣木隆一         | 桜井日奈子、吉沢亮、筒井道隆、谷原章介、檀れい                                   | GReeeeN／恋                       |
| 2018年5月12日  | 蝶の眠り                                  | KADOKAWA(日韓合作)       | 主演・松村涼子          | チョン・ジェウン | キム・ジェウク、石橋杏奈                                                         |                                   |
| 2019年1月25日  | 愛唄 -約束のナクヒト-                     | 東映                     | 橋野冴子                | 川村泰祐         | 横浜流星、清原果耶                                                               | GReeeeN／約束×No title            |
| 2019年10月25日 | 108〜海馬五郎の復讐と冒険〜               | ファントム・フィルム     | 綾子                    | 松尾スズキ       | 松尾スズキ                                                                       | 星野源／夜のボート                |
| 2020年1月17日  | ラストレター                              | 東宝                     | サカエ                  | 岩井俊二         | 松たか子、福山雅治、広瀬すず、森七菜、豊川悦司                                   | 森七菜／カエルノウタ              |
| 2022年5月6日   | 死刑にいたる病                            | クロックワークス         | 筧井衿子                | 白石和彌         | 阿部サダヲ、岡田健史、岩田剛典（EXILE、三代目 J SOUL BROTHERS from EXILE TRIBE） |                                   |

### その他のテレビ番組
- おはようスタジオ（1985年4月 - 9月23日、テレビ東京） - 月曜日アシスタント
- パーティー野郎ぜ!（1985年4月 - 9月、朝日放送） - アシスタント
- ドラマアカデミー大賞II（1994年3月30日、TBS）
- 日曜スペシャル「小泉今日子&中山美穂 二人は楽園ハンター!!」（1999年5月23日、日本テレビ系）
- ターニングポイント（1999年11月19日、ABC）- ナビゲーター
- 日曜スペシャル「中山美穂のカリブ楽園共和国」（2000年10月22日、日本テレビ）
- 中山美穂　ダンスアンダルシア（2002年5月26日、BS日テレ）
- 中山美穂・魂の旅 小説アルケミストの世界を旅して （2002年7月7日、NHK BS2）
- 趣味Do楽「パティシエ青木定治とつくる あこがれのパリ菓子」第7回・第8回（2013年1月21日・1月28日、NHK Eテレ） - 生徒 役
- ザ・ノンフィクション（2021年12月19日、フジテレビ） - ナレーター
- 幸せのホテルが誘う旅〜ルレ・エ・シャトーへようこそ〜（2020年1月3日、BS-TBS） - 旅人（スイス）
- 推しといつまでも #7「『中山美穂』が我が家にやってきてスーパーマリオに大苦戦！」（2023年5月29日、毎日放送・TBS系列）

### 舞台
- リーディング公演『HAKUTO〜白兎（しろうさぎ）〜』（2015年10月、博品館劇場） ※中村メイコとダブルキャスト[210]
- 『魔術』（2016年3月 - 4月、東京本多劇場、ほか神戸、名古屋、高知、愛媛、仙台、北海道公演）
- 『葵上』『弱法師』-「近代能楽集」より-（東京公演：2021年11月8日 - 28日、東京グローブ座 / 大阪公演：2021年12月1日 - 5日、梅田芸術劇場 シアター・ドラマシティ） - 六条康子 / 桜間級子 役[211]
- 日本テレビ開局70年記念舞台『西遊記』（2023年11月3日 - 5日、オリックス劇場 / 11月10日 - 23日、博多座 / 12月27日 - 2024年1月2日、御園座 / 1月6日 - 28日、明治座） - 鉄扇公主 役[212][213]

### NHK紅白歌合戦出場歴
| 年度/放送回               | 曲目                  | 出演順 | 対戦相手     | 備考 |
| ------------------------- | --------------------- | ------ | ------------ | --- |
| 1988年（昭和63年）/第39回 | Witches               | 1/21   | 光GENJI      | 紅組トップで出演、紅組代表として選手宣誓も務める。                                                                        |
| 1989年（平成元年）/第40回 | Virgin Eyes           | 3/20   | 男闘呼組     | |
| 1990年（平成2年）/第41回  | 愛してるっていわない! | 2/29   | 吉田栄作     | |
| 1991年（平成3年）/第42回  | Rosa                  | 3/28   | 吉田栄作 (2) | |
| 1992年（平成4年）/第43回  | 世界中の誰よりきっと  | 10/28  | 少年隊       | 後半戦トップバッター、WANDSと共演。途中コーナーでは森高千里・西田ひかると共に『キャンディ・キャンディ』のテーマ曲を披露。 |
| 1993年（平成5年）/第44回  | 幸せになるために      | 14/26  | 少年隊 (2)   | |
| 1994年（平成6年）/第45回  | ただ泣きたくなるの    | 8/25   | 藤井フミヤ   | |

### CM
- TDK AD-S SPLENDOR（1983年 - 1984年）
- 明治製菓（現：明治)
  - コーンスナック スペースコマンダー（1983年）
  - アーモンドチョコレート、メルティキッス（2000年）
- サントリー ジェットストリーム（1985年）
- 日立家電 Lo-D 8ミリビデオカメラ（1985年 - 1991年）
- 資生堂 インテグレート、ラステア（1986年 - 1989年、1993年）
- エスエス製薬 ブロン液W、新エスタックW、新エスタック12、エスタックイブ（1986年 - 1997年）
- ロッテ 雪見だいふく、トッポ、アロマスティック他多数出演（1987年 - 1995年）[214]
- 丸昌 晴れ着の丸昌（1987年 - 1990年）
- シチズン ライトハウス（1988年 - 1989年）
- 協和銀行 - 協和埼玉銀行 - あさひ銀行（1990年 - 1992年）
- アサヒグループホールディングス
  - アサヒ飲料 ティークオリティ（1991年 - 1993年）
  - アサヒビール アサヒSlat（すらっと）（2012年3月20日 - ）
- 全日空（1992年 - 1993年）
- 日産自動車
  - パルサー（1992年 - 1994年）
  - セフィーロ（1997年 - 1998年、桃井かおりと共演）
- エステDEミロード（1992年 - 1994年）
- 東芝 新・GINGA、快速銀河、パワステヘッド他多数出演（1992年 - 1996年）
- 角川書店 ザテレビジョン正月超特大号＜お茶の間編＞（1993年）
- ローソン（1994年 - 1996年、高嶋政伸、大塚寧々、松本明子、ともさかりえ、矢田亜希子らと共演）
- フィリップモリス  スーパーライト（1996年 - 1997年）
- UCC上島珈琲 UCCレギュラーコーヒー（1996年 - 1997年）
- コーセー
  - アンテリージェ、WHITIST、ドゥセーズルミナス、サロンスタイル（1996年 - 2003年）
  - KOSE ESPRIQUEシリーズ【ESPRIQUE Eclat】（2017年10月 - ）
- キリンホールディングス
  - KIRIN キリンビール
    - ラガー（ハリソン・フォード・唐沢寿明、伊東四朗と共演）
    - 一番搾り（役所広司、香取慎吾と共演）

  - KIRIN キリンビバレッジ 茶来（2005年 - ）
- NEC バリュースターNX（1998年 - 2001年、ほしのあきと共演）
- ロート製薬（1999年）
- ONWARD 23区（1999年 - 2002年、細川茂樹と共演）、自由区（2008年 - ）
- JCB（2001年 - 2002年）
- マックスファクター イリューム（2006年 - ）
- ザ・コスギタワー（2006年）
- P&G パンテーン（2006年、2011年2月）
- 日本コカ・コーラ ジョージア ヴィンテージーレーベル（2007年、渡哲也と共演）
- 味の素 やさしお（2007年 - 2008年）
- ドクターデヴィアス（2008年 - ）
- MVNE（2014年4月 - ）
- ヤマザキビスケット ノアール（2017年12月 - ）

他多数出演

### ラジオ
- 中山美穂のまんまるキューピッド（1985年10月 - 1987年3月、文化放送）- 「新てるてるワイド　吉田照美のふッかいあな」内包番組[2][215]
- 中山美穂 ちょっとだけええかっこC（1985年10月12日 - 1990年3月18日、ニッポン放送）[2]
- 中山美穂 P.S. I LOVE YOU（1990年3月24日 - 1995年6月24日、ニッポン放送）※「中山美穂 ちょっとだけええかっこC」のリニューアル番組
- 文化放送サタデープレミアム 中山美穂 "Neuf Neuf"ラジオ〜中山美穂35年の軌跡〜（2020年2月22日、文化放送）[215]

### ゲーム
- 中山美穂のトキメキハイスクール（1987年、任天堂、ファミリーコンピュータ ディスクシステム、CMにも出演）

## 受賞歴

### 音楽
- 1985年 第27回日本レコード大賞最優秀新人賞 「C」
- 1985年 第23回ゴールデン・アロー賞最優秀新人賞
- 1986年 第13回決定!FNS歌謡祭優秀音楽賞 「WAKU WAKUさせて」
- 1986年 第28回日本レコード大賞金賞 「ツイてるねノッてるね」
- 1987年 第18回銀座音楽祭金賞
- 1988年 第21回日本レコードセールス大賞LP部門
- 1988年 第17回決定!FNS歌謡祭・グランプリ「Witches」※グランプリ受賞
- 1988年 第30回日本レコード大賞金賞 「You're My Only Shinin' Star」
- 1988年 第26回ゴールデンアロー賞音楽賞
- 1989年 第2回日本ゴールドディスク大賞ベストアーティスト、同ベストアルバム 『COLLECTION』
- 1990年 第3回日本ゴールドディスク大賞ベストアーティスト
- 1993年 第6回日本ゴールドディスク大賞女性アイドル部門賞 『Miho's Select』
- 1994年 第7回日本ゴールドディスク大賞作品賞ベスト5シングル賞 「世界中の誰よりきっと」
- 1994年 第12回JASRAC賞金賞 「世界中の誰よりきっと」
- 1994年 日本作詩家協会賞 「世界中の誰よりきっと」
- 2024年 第66回日本レコード大賞特別功労賞[216]

### 映画
- 『波の数だけ抱きしめて』（1991年度）
  - 第15回日本アカデミー賞話題賞[217][218]
- 『Love Letter』（1995年度）
  - 第20回報知映画賞最優秀女優賞
  - 第17回ヨコハマ映画祭主演女優賞
  - 第10回高崎映画祭最優秀主演女優賞
  - 第38回ブルーリボン賞主演女優賞
- 『東京日和』（1997年度）
  - 第21回日本アカデミー賞優秀主演女優賞
  - 12回高崎映画祭最優秀主演女優賞

### ドラマ
- 1995年
  - 第4回ザテレビジョンドラマアカデミー賞 主演女優賞（『For You』）[219]
- 1998年
  - 第19回ザテレビジョンドラマアカデミー賞 主演女優賞（『眠れる森』）[220]

### その他
- エランドール賞新人賞（1987年）